# Sean Walker
Sean Iain Walker (* 13. November 1994 in Keswick, Ontario) ist ein kanadischer Eishockeyspieler, der seit Juli 2024 bei den Carolina Hurricanes in der National Hockey League unter Vertrag steht. Zuvor verbrachte der Verteidiger sechs Jahre in der Organisation der Los Angeles Kings und spielte kurzzeitig für die Philadelphia Flyers und die Colorado Avalanche. Mit der kanadischen Nationalmannschaft gewann er die Goldmedaille bei der Weltmeisterschaft 2021.

## Karriere
Sean Walker spielte in seiner Jugend unter anderem für die Georgina Ice sowie für die Newmarket Hurricanes in der Ontario Junior Hockey League (OJHL). Da er den Sprung in die ranghöchste Juniorenliga seiner Heimatprovinz, die Ontario Hockey League, nicht schaffte, wechselte er zur Saison 2013/14 in den College-Bereich der USA. Dort lief der Verteidiger für die Falcons der Bowling Green State University in der Western Collegiate Hockey Association (WCHA) auf, einer Liga im Spielbetrieb der National Collegiate Athletic Association (NCAA). Im Laufe der folgenden vier Jahre steigerte er seine offensiven Statistiken stetig, während er 2016 und 2017 ins WCHA Second All-Star Team gewählt wurde. In diesen beiden Spielzeiten führte der Kanadier die Falcons zudem als Mannschaftskapitän an.
Ohne zuvor in einem NHL Entry Draft berücksichtigt zu werden, schloss sich Walker zur Saison 2017/18 den Ontario Reign aus der American Hockey League (AHL) an. Dort überzeugte er mit 28 Scorerpunkten aus 64 Partien, sodass er im Juli 2018 einen Einstiegsvertrag bei deren Kooperationspartner aus der National Hockey League (NHL) unterzeichnete, den Los Angeles Kings. Für Los Angeles debütierte er im Oktober 2018 in der NHL und verbrachte die Spielzeit zu etwa gleichen Teilen in NHL und AHL, wobei er die Reign beim AHL All-Star Classic 2019 vertrat. Mit Beginn der Saison 2019/20 etablierte sich der Abwehrspieler im NHL-Aufgebot der Kings.
Bei der Weltmeisterschaft 2021 kam er zu seinem Debüt für die kanadische Nationalmannschaft und gewann mit dem Team prompt die Goldmedaille. Die Spielzeit 2021/22 allerdings verpasste er größtenteils aufgrund einer Knieverletzung. Nach der Saison 2022/23 wurde er im Juni 2023 in einem größeren Tauschgeschäft, das letztlich Iwan Proworow zu den Columbus Blue Jackets brachte, zu den Philadelphia Flyers transferiert.
In Philadelphia wiederum war Walker nur bis März 2024 aktiv, als er samt einem Fünftrunden-Wahlrecht im NHL Entry Draft 2026 zur Colorado Avalanche transferiert wurde. Diese schickte im Gegenzug Ryan Johansen und ein konditionales Erstrunden-Wahlrecht im NHL Entry Draft 2025 zu den Flyers. Das Erstrunden-Wahlrecht ist dabei „Top 10 Protected“, verschiebt sich als um ein Jahr nach hinten, falls es unter die ersten zehn Positionen fallen sollte. In Colorado beendete er die Saison 2023/24 und wechselte anschließend als Free Agent zu den Carolina Hurricanes. Diese statteten ihn mit einem Fünfjahresvertrag aus, der ihm ein durchschnittliches Jahresgehalt von 3,6 Millionen US-Dollar einbringen soll.

## Erfolge und Auszeichnungen
- 2016 WCHA Second All-Star Team
- 2017 WCHA Second All-Star Team
- 2019 Teilnahme am AHL All-Star Classic

### International
- 2021 Goldmedaille bei der Weltmeisterschaft

## Karrierestatistik
Stand: Ende der Saison 2024/25

### International
Vertrat Kanada bei:
- Weltmeisterschaft 2021

(Legende zur Spielerstatistik: Sp oder GP = absolvierte Spiele; T oder G = erzielte Tore; V oder A = erzielte Assists; Pkt oder Pts = erzielte Scorerpunkte; SM oder PIM = erhaltene Strafminuten; +/− = Plus/Minus-Bilanz; PP = erzielte Überzahltore; SH = erzielte Unterzahltore; GW = erzielte Siegtore; 1 Play-downs/Relegation; Kursiv: Statistik nicht vollständig)